# Vu Cao Dam
Vu Cao Dam (Vũ Cao Đàm en vietnamien, né le 8 janvier 1908 à Hanoï et mort le 23 juillet 2000 à Nice), est un peintre et sculpteur vietnamien. Il est l'un des anciens élèves de l'École des Beaux-Arts de l'Indochine, dirigée par Victor Tardieu à Hanoï dans les années 1930. Avec Mai-Thu, Lê Phổ et  Lê Thị Lựu, il émigre en France et fait carrière à Paris.

## Biographie
Vu Cao Dam est né le 8 janvier 1908 à Hanoï, fils de Vu Dinh Thi et Pham Thi Cuc. Il est le cinquième d'une grande famille catholique de 14 enfants. Sa famille vient du district de Trinh Xuyen (aujourd'hui : Lien Bai) de Vu Ban, province de Nam Dinh.
Son père Vu Dinh Thi (1864-1930) est né dans une famille convertie au catholicisme depuis le XVIIIe siècle. La situation familiale étant satisfaisante, le père de Vu Cao Dam est allé à l'école dès son jeune âge, devenant compétent en calligraphie chinoise. Il a également étudié le latin, le français et l'espagnol, mais avait une véritable vénération pour Confucius, et un grand amour et une grande connaissance de la littérature chinoise. À l'époque, il était l'un des rares Vietnamiens à maîtriser parfaitement la langue française ; pour cette raison, il fut envoyé à Paris par le gouvernement, à l'occasion de l'Exposition universelle de 1889.
À 30 ans, il épouse Pham Thi Cuc (1877-1931), alors âgée de 17 ans, également catholique. Il fonde et dirige toute sa vie l'École des Interprètes de Hanoï, afin d'y former les mandarins du régime colonial.

### Études
En 1926, Vu Cao Dam entre à l'École des Beaux-Arts de Hanoï. De 1925 à 1945, huit à dix candidats ont été admis, sur les 60 à 100 candidats à la sélection. Il suit là des cours de dessin, de peinture et de sculpture. Pendant les cinq années de ses études, Victor Tardieu, fondateur de l'École, n'a cessé de l'encourager.
En tant que l'un des seuls deux étudiants d'un tout nouveau département de sculpture, Vu Cao Dam excelle dans la modélisation de bustes : au cours du programme de cinq ans, l'artiste émerge et crée de nombreuses pièces de bronze, dont Tête de Jeune Fille (1927), Jeune paysanne (1927), un Buste de [mon] père Vu Dinh Thi (1927), Coq (1927), Buste de Victor Tardieu (1928), et Tête d'homme au chapeau de mandarin (1930). Le buste en bronze de Victor Tardieu a ensuite été offert à l’École des Beaux Arts d'Indochine par la famille Tardieu.

### Premières années à Paris
Diplômé en 1931 et sorti premier de sa promotion, Vu Cao Dam reçoit une bourse pour aller en France poursuivre ses études: il s'installe à la Cité universitaire de Paris, et est bientôt invité  par Victor Tardieu à participer à l'Exposition coloniale internationale de 1931, au pavillon d'Angkor Wat. Ses contributions à cette exposition, avec d'autres étudiants comme Le Pho, George Khanh et d'autres encore, ont apporté à Vu Cao Dam une certaine renommée dans le monde de l'art à Paris. Peu de temps après son arrivée à Paris, il réalise des portraits du premier ministre Paul Reynaud, ainsi que du gouverneur Albert Sarraut, à l'époque Ministre des Colonies (et ancien Gouverneur général de l'Indochine). Grâce au patronage de Sarraut, il expose ses œuvres à la Maison de l'Indochine. À la même période, il prend connaissance des œuvres de Rodin, Despiau - et, plus tard, Giacometti. La réputation de sculpteur de Vu Cao Dam lui donne très vite de nouveaux clients: Jacques Stern (homme politique, ministre du colonialisme), Maurice Lehmann (directeur du théâtre du Châtelet), l'empereur Bao Dai ; et bien d'autres.
Il s'inscrit ensuite à la section Extrême-Orient de l'École du Louvre. À Paris, Vu Cao Dam a pu voir et étudier les grands chefs-d'œuvre européens. Il a découvert les grandes œuvres de Renoir, Van Gogh, Bonnard et Matisse, ainsi que les créations sculpturales de Rodin, Despiau et Giacometti : dans ses futures créations, Vu Cao Dam intégrera toujours des éléments impressionnistes et postimpressionnistes.
En 1936, il rencontre la jeune pianiste Renée Appriou (de l'école Scola Cantorum) ; ils se marient en 1938 et ont deux enfants, Michel (né en 1941) et Yannick (1942). En 1938, ils déménagent dans le 15e arrondissement. La guerre interrompt la carrière sculpturale de l'artiste, qui ne peut plus couler de statues en bronze. Il se consacre alors à la peinture ; il ne moule qu'occasionnellement des statues en argile, qu'il brûle et balaie ensuite d'une couche de cuivre spéciale. Il a réalisé quelques statues de portrait, dont celle du poète français Jean Tardieu (fils de Victor Tardieu, et qu'il a rencontré à Hanoï, faisant la traite en Indochine), ainsi que la statue de sa femme, Marie-Laure, en 1937.

### Années 1940
En 1944, il emménage dans un grand studio et appartement aux 6e et 7e étages, sur l'avenue du Parc Frédéric-Pic, à Vanves, près de Paris. Son ami Mai Thu, aux mêmes étages au nº 16 du même immeuble. Cette même année, en juillet, Ho Chi Minh, qui venait de devenir président, se rend à Paris pour assister à la Conférence de Fontainebleau, séjournant d'abord dans un hôtel, et invité par M. et Mme Aubrac, à Soisy-sous-Montmorency. À cette époque, Vu Cao Dam a contacté et demandé à prendre des photos, pour ensuite faire un portrait en terre cuite, du président Ho Chi Minh, qui plus tard été refondu en bronze avant d'être envoyé au Musée de Ho Chi Minh, à Hanoï en 1998 ; il a également fait refondre une médaille commémorative, portant un portrait de Ho Chi Minh, à la fonderie de l'Hôtel de la Monnaie, à Paris.
Vu Cao Dam continue à réaliser des peintures sur soie, et la même année, expose une série de telles peintures, pour lesquelles Jeanine Auboyer (historienne et conservatrice du musée Guimet) écrit un article élogieux, dans la revue France Illustration. Pour des raisons de santé, Vu Cao Dam en 1949 déménage pour Béziers, dans le sud de la France. Loin de Paris, ses toiles prennent une tournure plus naturelle, peut-être en réponse aux besoins d'un marché des capitaux moins complexe que celui de Paris. Vu Cao Dam a peint dans cette région un certain nombre de paysages, et ses peintures ont certainement été influencées par la lumière du Sud, ainsi que par la peinture de la Renaissance française (à cette époque, il peint de nombreuses peintures aux couleurs de tempera) ; pour l'essentiel, il continue toutefois à peindre des scènes d'hommage du Vietnam, ainsi que des portraits de sa belle petite-fille, Anna, qui l'a certainement inspiré dans de nombreux portraits de femmes et de maternité. Il se rend à Toulouse, et y expose.

### Années 1950
Après un court voyage sur la Côte d'Azur, en mai-juin 1952, il rencontre le célèbre collectionneur et galeriste Alphonse Chave, et grâce à lui, peut travailler à Vence. Il s'y installe et  rencontre par hasard Matisse, dont il a la chance de faire la connaissance, en même temps que de Marc Chagall. Cette période dans le Sud a marqué la transformation du style de peinture de Vu Cao Dam ; les thèmes principaux deviennent la femme, la mère et l'enfant, ainsi que des thèmes inspirés de la poésie, tels l’histoire de Kieu, Chinh Phu Ngam ("Plaintes d'une femme dont le mari est parti pour la guerre")… Son affichage mêle des techniques occidentales et extrême-orientales, en des couleurs vibrantes qui exploitent les différentes nuances de bleu, rose, lilas, jaune et blanc.
En 1954, il présente ses toiles à la galerie "Les Amis des Arts", à Aix en Provence. Paul Hervieu, marchand et propriétaire d'une galerie à Nice, se prend d'amitié pour l'artiste vietnamien, et commence à exposer régulièrement ses peintures, tant à Nice qu'à l'étranger (notamment en Suède). À cette même époque, Vu Cao Dam rencontre le célèbre tailleur Michele Sapone. Remplissant sa boutique de la rue de Châteauneuf à Nice avec plus de 450 peintures et dessins de différents artistes, l'immigrant italien, pour obtenir ces œuvres, a échangé pour elles des costumes qu'il a confectionnés sur mesure.
En 1959, Vu Cao Dam travaille à Saint-Paul-de-Vence, où il vivra jusqu'à sa mort, en 2000. C'est également à Vence qu'il tire ses lithographies, chez Pierre Chave (Galerie Alphonse Chave). Chagall s'installe également à Saint-Paul : le village est devenu un lieu unique de rencontre pour les artistes, qui se retrouvent à la Colombe d'Or. En 1960, Vu Cao Dam expose à Londres, chez Frost & Reed, puis à Bruxelles, en 1963. Toujours en 1963, avec Le Pho, il signe avec la galerie Wally Findlay, puis expose régulièrement à New York, Chicago, Palm Beach et Los Angeles. Toutefois, il ne s'est jamais rendu aux États-Unis pour y assister à l'une de ses expositions. Ce n'est qu'en 1985 qu'il reviendra à la sculpture, à l'époque de ses séjours à Majorque, où il se rend chaque été : d'abord, dans les années 1970, à Puerto Pollensa, puis, dans les années 1980, à Alcudia où il travaillera également.

### Dernières années
Dans les dernières années de sa vie, Vu Cao Dam a souffert d'hypoglycémie débilitante, mais a continué à peindre, exécutant des statues d'argile. En 1977, Vu Cao Dam écrit : « Aujourd'hui, nous voulons nous diriger vers une manifestation multiculturelle et multiraciale. Je pense que je suis parmi les premiers à essayer de réconcilier mes racines orientales sans rompre avec la tradition, grâce à ma compréhension des leçons tirées de l'étude des grands maîtres de la culture occidentale. » 
En 1997, il reçoit la médaille de l'Ordre du Mérite pour ses contributions culturelles et artistiques.
Il est décédé en 2000 à Nice, à l'âge de 92 ans.